# 20.3cm K(E)列車砲
20.3cm K(E)列車砲は、第二次世界大戦中にナチス・ドイツで開発された列車砲である。アドミラル・ヒッパー級重巡洋艦の喪失と売却により余剰となった主兵装を用いて開発され、占領下のフランスとベルギーで海岸防衛に使用された。

## 概要
1933年に政権を握った国民社会主義ドイツ労働者党（ナチス）が始めた再軍備計画の一環として、ドイツ陸軍総司令部はクルップ社に新しい鉄道砲の設計に着手するよう命じたが、新規開発には長い時間が掛かった。その為クルップ社は既に配備されている旧式の砲を使用し第一次世界大戦時に使われた列車砲の架台を近代化をすればより早く多くの鉄道砲を提供できると提案した 。ドイツ陸軍総司令部はこれに同意し、1936年にクルップ社に対し、緊急プログラム(Sofort-Programe)として1939年までを納期とする15～28cmの一連の砲の設計を命じた。

## 設計

### 砲塔
砲塔は、アドミラル・ヒッパー級重巡洋艦に搭載予定だったSKC/34 20.3cm（60口径）砲8門がドイツ陸軍に提供された。砲塔が車体上でどの程度移動できたかについては、資料が異なっている。KosarとFrançoisは2.4度、GanderとChamberlainは1.4度に対して、Hoggは動かないとしている。少なくとも、砲は車体自体で微調整できる程度しか移動できず、より細かい調整はフェーゲレ・ターンテーブル（Vögele Drehscheibe）で車体全体を回転させて行わなければならなかった。

### 車体
車体は、第一次世界大戦時の21cm SK「ピーター・アダルベルト」の設計が流用され、頭上弾薬トロリーシステムの代わりに弾薬クレーンを採用し、後者の車台下ピボットマウントとローラーを取り外す改良をした。

### 弾薬
陸軍は、列車砲が製造されるまで海軍用の20.3cm弾薬がなかったことに気付かなかった。その為、クルップ社に陸軍標準の21cm弾薬が使用出来るよう砲身の改造を依頼したが、非経済的であることが判明した。結果的にドイツ海軍の弾薬システムを使用しており、主装薬は金属製の薬莢に入れられ、追加装薬は別の絹の袋に入れられた。これら独自の弾薬が原因で兵站への負担を最小限に抑える為、固定された場所に大砲を配備せざるを得ず、沿岸防衛任務のみに就いた。
| 砲弾名称                                                          | 重量  | 炸薬量 | 砲口初速 | 射程    |
| ----------------------------------------------------------------- | ----- | ------ | -------- | ------- |
| 「弾頭信管 20.3cm 榴弾 被帽付き」(Sprenggranate L/4.7 m Hb)       | 122kg | 8.93kg | 925m/s   | 37,000m |
| 「本体信管 20.3cm 榴弾 被帽付き」(Sprenggranate L/4.7 m BdZ.m Hb) | 124kg | 6.54kg | 925m/s   | 37,000m |

## 実戦
1942年7月8日までに2輛が687砲台に配備され、ベルギーのリスセウェフェで沿岸防衛の任務に就いている。この砲台は後に陸軍沿岸砲兵第1240連隊第4砲台と再指定されている。
4輛はブルターニュのパンポルの532砲台に配備された。この砲台は後に陸軍沿岸砲兵第1272連隊砲台と改称された。
2輛はコタンタン半島の685砲台に配備され、後に陸軍沿岸砲兵連隊1262第3砲台と改称された。
これらは1944年6月18日にアメリカ軍に破壊されている
。